# 5.8×21mm
5.8×21mm DAP92는 중화인민공화국의 철갑 탄약통으로 권총과 기관단총에 사용된다.

## 설명
이 탄약통은 중국 인민해방군의 7.62 × 25 mm 토카레프 탄약을 사용하는 소형 화기를 대체하기 위해 설계되었으며, 9mm 파라벨룸 표준 탄약만큼 큰 상처를 낼 수 있다. 이 탄약은 표준형과 아음속형으로 제공된다. QSZ-92 제식 권총과 QCW-05 기관단총은 9mm 파라벨룸뿐만 아니라 이 구경으로도 생산된다.

## 같이 보기
- 비슷한 개인방어무기 구경
  - 4.38×30mm 리브라
  - 5.45×18mm
  - HK 4.6×30mm
  - FN 5.7×28mm
- 5mm 구경
- 5.8×42mm